# تصنيف الجرائم

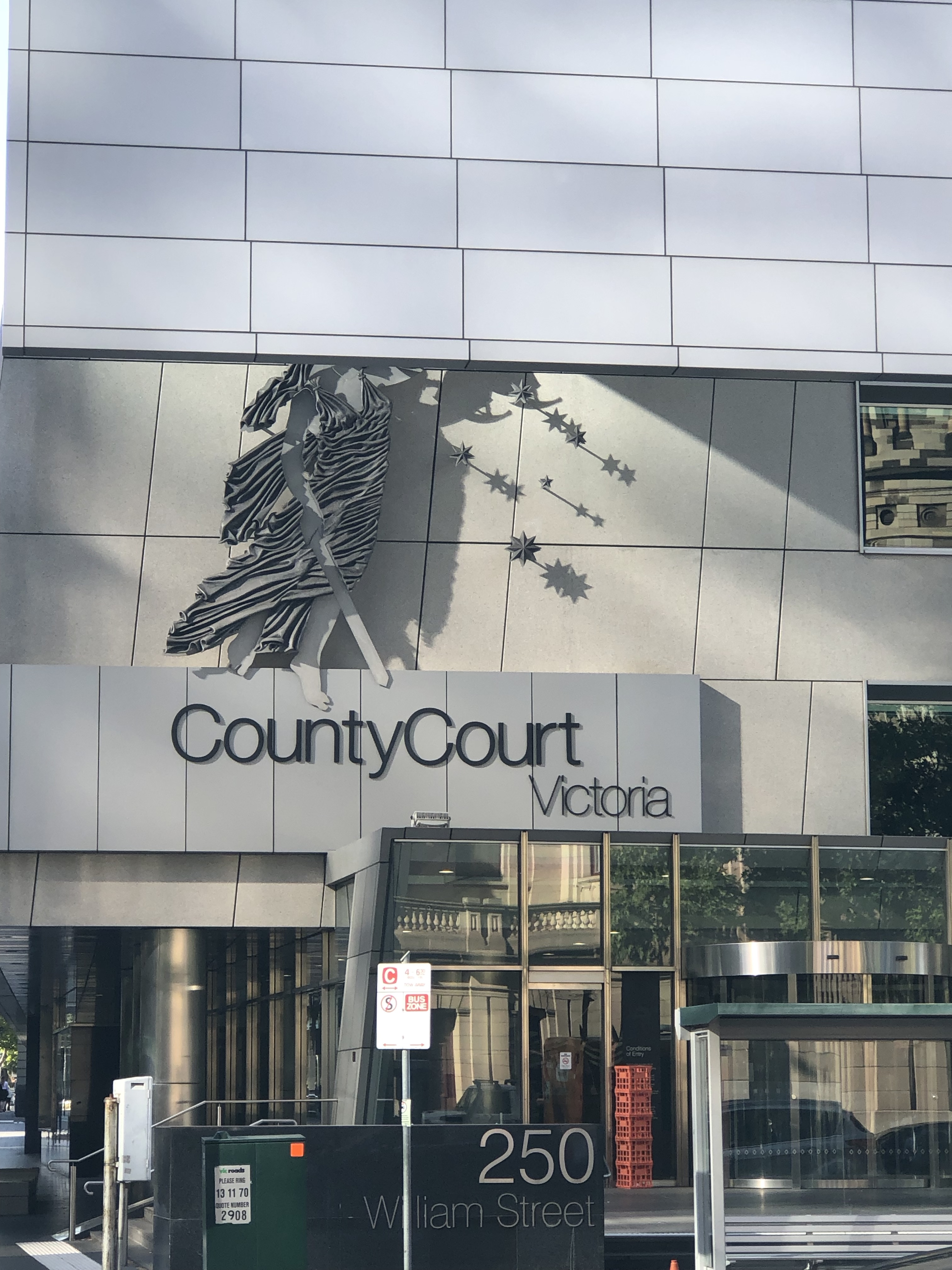
المدخل الرئيسي لمحكمة مقاطعة فيكتوريا في شارع 50 شارع ويليام، ملبورن،. أستراليا

تصنيف الجرائم هو تصنيف إقترحه فقهاء القانون أمام كثرة الجرائم وإزديادها المستمر، وإقترح الفقهاء عدة تصنيفات انطلاقا من أركان الجريمة أهمها وأشهرها هو التصنيف الثلاثي للجريمة باعتباره معروفا في الكثير من التشريعات وبدأ الاستعمال الفعلي لهذا التصنيف في بداية قرن 19 وأصبح معها أهم محاور التي تدور حولها أغلب أحكام قانون جزائي بمعناه الواسع جدا أي بشقيه الإجرائي والموضوعي معا .فالغاية من جميع أنواع هذه التصنيفات تتمثل أساسا في جمع أكبر عدد من الجرائم في إطار صنف معين و إخضاعها لنفس القواعد بقصد تحديد نظامها القانوني بسهولة وبمجرد ذكر الصنف الذي تنتمي إليه الجريمة، ليكون بذلك معيار تقسيم الجرائم هو العقوبة المقررة للجريمة نفسها وليس طبيعة الحق المعتدى عليه وليست صفة القائم بالفعل ولا درجة الضرر، وقد وجهت بعض الانتقادات لهاذا التقسيم إتجهت أغلبها نحو أنه يتجاهل جسامة الجريمة و موضوعها ويتجه نحو معيار العقوبة المقررة.

## محتوى التصنيف
يعتبر القانون وأغلب تشريعات العالم أن العقوبة التي ظبطت أو إستوجب عقابا بالقتل و مادون ذلك إلي حدود خمسة أعوام تعتبر جناية بحكم القانون، وتوصف بجنح الجرائم التي تستوجب عقابا بالسجن تتجاوز مدته 15 يوما ولا تفوق الخمسة أعوام، كما توصف بالمخالفات الجرائم التي لا يتجاوز 15يوما أو خطية مالية صغيرة. وفي هذا التقسيم الثلاثي تعتبر الجناية أحد أخطر الجرائم بينما تحتل المخالفات المكانة الدنيا في ذلك والتي تعتبر أحد أقل الجرائم خطورة كمخالفات الطرقات وزيادة السرعة،

## نقد التقسيم
تعرض التقسيم الثلاثي للجريمة للنقد لكونه في نظر رافضيه غير منطقي (illogique) ومصطنع (artificial).
فقد أعتبر غير منطقي لقسم من الفقهاء لكونه يؤسس درجة خطورة الجريمة علي حساب درجة شدة العقوبة بينما في نظرهم العكس صحيح لأن درجة شدة العقوبة هي الأولي بذلك و لم يكتفي ناقدو التقسيم الثلاثي للجريمة باعتباره غير منطقي ليذهب شق أخر للقول بأنه تقسيم غير منطقي وغير دقيق لكونه يفرق أو يميز في الخطورة بين الجنح والجنايات رغم أن بعض الجنح لا تقل خطورة علي النظام الاجتماعي للجنايات، مثل السرقات المجردة بالمقارنة مع السرقات الموصوفة، ولتجنب السلبية يري أصحاب هذا الرأي أن الأنسب هو تقسيم الجرائم إلي قسمين أو صنفين، صنف الجنح الذي يشمل كل الجرائم الخطيرة وصنف المخالفات التي تشمل كل الجرائم قليلة الخطورة.